# Cryptoperla hubleyi
Cryptoperla hubleyi är en bäcksländeart som beskrevs av Bill P.Stark och Ignac Sivec 2007. Cryptoperla hubleyi ingår i släktet Cryptoperla och familjen Peltoperlidae. Inga underarter finns listade i Catalogue of Life.